# 印籍
印籍（いんせき）とは、篆刻に関する書籍全般を差す。印書・印本ともいう。
印籍は印譜、印論、印人伝に分類できる。印譜は印影を中心にその研究あるいは美術的鑑賞を目的とする。
印論は更に印章論、篆刻論、印籍論に分けられる。日本においては曽之唯『印籍考』がユニークな印論として特筆できる。曽之唯は別に印文、印語を集めた『印語纂』を著している。
代表的な印人伝としては、中国では周亮工『印人伝』・汪啓淑『続印人伝』、日本では中井敬所の遺稿『日本印人伝』や伏見冲敬編『印人伝集成』などが挙げられる。